# زپتومتر
زپتومتر (zeptometre) با نماد zm یکای طول در دستگاه SI و برابر است با ۲۱-۱۰ متر.
- ۲۱- ۱۰ × ۱٫۰ متر = ۱ زپتومتر = ۱،۰۰۰ یوکتومتر
- ۲۱- ۱۰ × ۲٫۰ متر = برابر است با شعاع مقطع عرضی[۱] مؤثر برای GeV۲۰ نوترینو نسبت به دیگر ذرات هسته‌ای.
- ۲۱- ۱۰ × ۷٫۰ متر = برابر است با شعاع مقطع عرضی مؤثر برای ۲۵۰GeV نوترینو نسبت به دیگر ذرات هسته‌ای.